# Tjelohranitelj
 Ovo je glavno značenje pojma Tjelohranitelj. Za druga značenja pogledajte Tjelohranitelj (razdvojba).
Tjelohranitelj, posebna vrsta zaštitar koji djeluje kao osobni zaštitnik neke štićene osobe koju štiti neposredno i izbliza. Može biti privatni najamnik ili vladin agent. Najčešće je unajmljen kao osobna zaštita za visoko ugledne političke dužnosnike te ugledne, bogate i slavne ljude, poput poduzetnika, glumaca, pjevača itd. Pružaju usluge zaštite i praćenja tzv. VIP klijentele među kojima su neka od najpoznatijih svjetskih imena.

## Posao i dužnosti tjelohranitelja
Uloga tjelohranitelja se svodi na planiranje sigurnih pravaca za prijevoz i vođenje štićene osobe, osiguranje sigurnosti u svakom trenutku, planiranje mogućih pravaca evakuaciju u slučaju potrebe i dogovaranje te provođenje svih ostalih detalja vezanih uz zaštitu, poput preventivnog pregleda lokacija, zgrada i prostorija koje će biti posjećene, provjere identiteta i životopisa ljudi s kojima će se klijent susresti i koji će biti u neposrednom okruženju, pretraga vozila i slični poslovi.

## Povijest djelovanja
Prvi službeni tjelohranitelji datiraju iz vremena antičkog Rima i bili su nazivani pretorijancima, osobnom stražom rimskih careva. Usluge i zaštitu tjelohranitelja koristili su i vladari Perzije, Kine i Bizanta. Tjelohranitelji su bili regurtirani iz redova vojske među najvještijim i najodanijim pojedinicma.

## Vanjske poveznice
- Moderni tjelohranitelji - odgovor na sve učestalije napade – zastita.info
- Kako je biti tjelohranitelj – bbc.com. (engl.)
- Povijest tjelohranitelja i obavještajaca – infiniterisks.com (engl.)
- Povijest neposredne tjelesne zaštite – ukcloseprotectionservices.co.u (engl.)